# واي فاي 3 (برنامج كوميدي)
واي فاي، برنامج كوميدي خليجي منوع يضم نخبة من نجوم الفن في الخليج الذين يشاركون في بطولته أو يحلون ضيوفا على حلقاته الثلاثين. كل حلقة في هذا المسلسل لها عنوان يكون محور قصتها الرئيسية، والقصة الرئيسية تكون مستمدة من واقع المجتمع السعودي والخليجي بشكل عام وتتم معالجتها بقالب كوميدي.
وعرض في 1 رمضان 1435 هـ 29 يونيو 2014 ولاقى نجاحا كبيرا وحصل على اعلى نسبة مشاهدة خليجيا وعربيا ضمن استطلاعات ابسوس
وتتخلل هذه القصة فقرات منوعة من أبرزها فقرات التقليد حيث يتم خلالها تقليد الشخصيات البارزة من السياسيين والإعلاميين ونجوم المجتمع والفنانين، وكذلك هناك الفقرات الغنائية التي تحاكي الواقع بشكل كوميدي، بالإضافة إلى العديد من الفقرات القصيرة التي تحتوي على شطحات ومواقف كوميدية قصيرة
إخراج: أوس الشرقي
تأليف: أماني السليمي - سامي الفليح - حسن الحارثي - سليمان المنديل
رؤية واشراف درامي: خلف الحربي..

## الممثلين
- أسعد الزهراني
- حبيب الحبيب
- عبد الإله السناني
- هيا الشعيبي
- محسن الشمري
- طارق الحربي
- ريماس منصور
- نرمين محسن
- نورة العميري
- سامية الطرابلسي
- عبد الله الزهراني
- فاطمة جاسم
- عبد العزيز المهدي
- قمر الترك

### ضيوف الشرف
- منى شداد
- ميس كمر
- الاء شاكر
- أحمد العونان
- فيصل بوغازي
- سلطان الفرج
- مبارك المانع
- مصطفى أبو الحمد
- ناصر القصبي